# Speldhurst
Speldhurst är en ort och civil parish i grevskapet Kent i sydöstra England. Orten ligger i distriktet Tunbridge Wells, cirka 4 kilometer nordväst om Royal Tunbridge Wells. Tätorten (built-up area) hade 944 invånare vid folkräkningen år 2021.